# Крампет

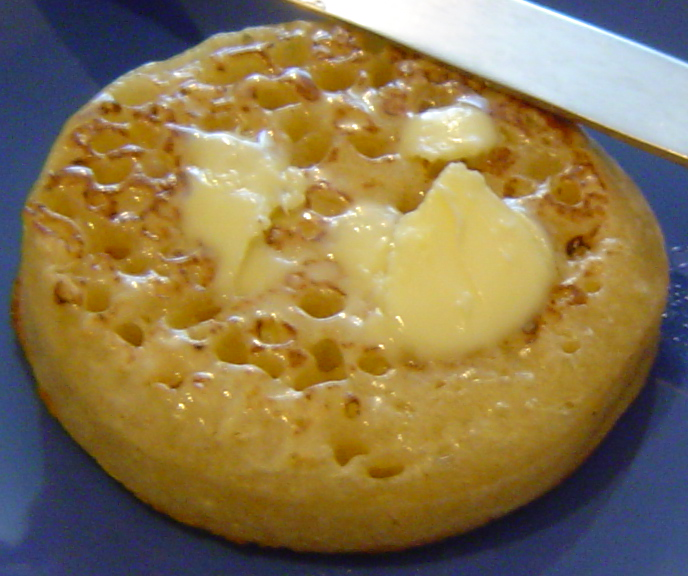
Крампет з маслом

Крампет (англ. crumpet) — кругла оладка з пористого тіста. Поширена переважно у Великій Британії та серед інших націй Співдружності. Ймовірно з'явилася ще за часів англосаксів.
Крампети зазвичай мають круглу форму близько 7 см у діаметрі та 2 см завтовшки. Через те, що їх готують на сковорідці.
Крампети їдять гарячими, іноді намазуючи їх зверху чимось солодким чи гострим. З ними поєднують сир (зазвичай плавлений), мед, яйця-пашот, джем, пасту Marmite або Vegemite, сіль, мармелад, арахісове масло, сирну пасту, патоку, хумус, лимонний крем, кленовий сироп.